# Jassonirvana lineata
Jassonirvana lineata är en insektsart som beskrevs av Baker 1923. Jassonirvana lineata ingår i släktet Jassonirvana och familjen dvärgstritar. Inga underarter finns listade i Catalogue of Life.